# 勘解由使
勘解由使是在日本平安時代初期，擔任行政監察的官職，在中期曾遭廢除的官職，在後期變成了類似法官的角色，並特別設立了勘解由使局機關。